# Samotny kowboj (film 1933)
Samotny kowboj (tytuł oryg. Lone Cowboy) – amerykański western z 1933 w reżyserii Paula Sloane’a, zrealizowany w erze Pre-Code. Scenariusz, który Sloane napisał wraz z Agnes Brand Leahy i Bobbym Vernonem, powstał na podstawie powieści Willa Jamesa o tym samym tytule. W rolach głównych wystąpili Jackie Cooper, Lila Lee i Addison Richards (dla którego był to debiut filmowy).
Roboczy tytuł filmu brzmiał Pardners. Pierwotnie główną rolę męską miał zagrać George Bancroft, a Paramount Pictures chciało pozyskać zespół scenarzystów składający się z Williama Slavensa McNutta i Grovera Jonesa, jednak do napisania scenariusza zatrudniono Jacka O’Donnella (jego wkład w ostateczny efekt filmu nie został określony).
Niektóre sceny realizowano w Knights Ferry i innych miejscach w Sonorze w Kalifornii. Ujęcia kolejowe nagrywano na kolei Sierra Railroad w hrabstwie Tuolumne w Kalifornii. Premiera miała miejsce 1 grudnia 1933.
W 1971 powstał remake filmu pod tytułem Odstrzał (reż. Henry Hathaway) z Gregorym Peckiem w roli głównej.

## Obsada
Opracowano na podstawie materiału źródłowego:
- Jackie Cooper – Scooter O’Neal
- Lila Lee – Eleanor Jones
- Addison Richards – Dobe Jones
- John Wray – Bill O’Neal
- Gavin Gordon – Jim Weston
- Barton MacLane – J.J. Baxter
- J.M. Kerrigan – pan Curran
- William Le Maire – Buck
- George C. Pearce – doktor
- Charles Middleton – szeryf